# C8H8S
化学式C8H8S（摩尔质量：136.22 g/mol）可以指：
- 苯基环硫乙烷，CAS号：1498-99-3 
  - (R)-异构体，CAS号：33877-15-5 
  - (S)-异构体，CAS号：34866-27-8
- 1-苯基乙硫醛，CAS号：16696-68-7
- 2-苯基乙硫醛，CAS号：？
- (2Z,4Z,6Z,8Z)-硫堇，CAS号：293-60-7

|  | 这个同类索引页列出了具有相同分子式的化学物（即同分異構體）条目。 除非您是有意链接至本页，否则应将相应条目的内部链接指向正确的条目。 |